# Трус, Павлюк
Павлюк Трус (настоящие имя и фамилия — Павел Адамович Трус) (бел. Паўлюк Трус; 6 мая 1904, дер. Низок близ г. Узда (ныне Узденского района Минской области Беларуси — 30 августа 1929, Минск) — белорусский советский поэт и журналист.

## Биография

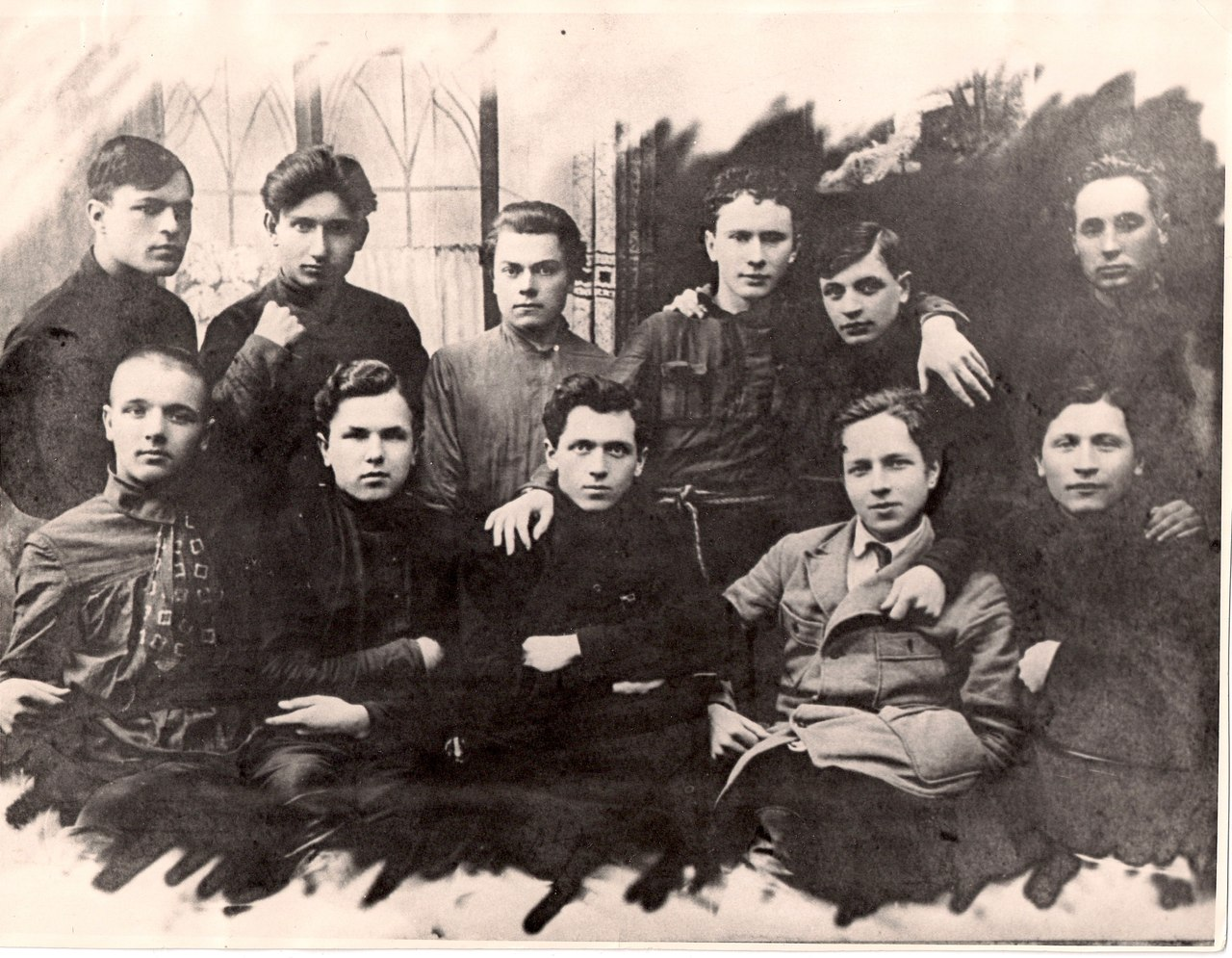
Павлюк Трус среди членов литературного объединения «Маладняк» (стоит третий слева). 1924—1925

Родился в крестьянской семье Адама Емельяновича и Анны Михайловны Трусов. В 1927 году окончил белорусский педагогический техникум в Минске, где среди преподавателей был Якуб Колас. Учился вместе с Петром Глебкой. В 1927—1928 гг. работал журналистом гомельской районной газеты «Палеская праўда». Учился на литературно-лингвистическом отделении педагогического факультета Белорусского госуниверситета (1928—1929). Один из инициаторов создания и член молодёжного литературного объединения «Маладняк».
Заболев брюшным тифом, Павлюк Трус умер 30 августа 1929 года в полном расцвете творческих сил.

Памятник поэту на Военном кладбище Минска

Похоронен на Минском военном кладбище. Именем поэта названа одна из улиц в Минске и библиотека в Узде.

## Творчество
Поэт-комсомолец Павлюк Трус дебютировал в 1923 году, напечатав свои стихи в газетах «Беларуская вёска», «Звязда», «Савецкая Беларусь» и журнале «Маладняк».
При жизни поэта изданы два сборника его лирических стихотворений («Вершы», 1925, и «Ветры буйные», 1927).
Произведения П. Труса посвящены, главным образом, героике гражданской войны, комсомолу («Червоныя ружы», «Юны змаганец», «Астрожнік», «Ленін» и пр.) и показу новой жизни белорусских крестьян, основанной на завоеваниях Октябрьской революции 1917 года. Лучшие стихи поэта проникнуты пафосом революционной борьбы, революционной романтикой. В своей лирико-эпической поэме «Дзесяты падмурак» (1928) он с романтическим подъёмом отразил начальный период индустриализации Советской Белоруссии.
Поэзия П. Труса в значительной степени питалась белорусским фольклором. В 1983 году была выпущена его книга стихов для детей «Падаюць сняжынкі».

## Избранные произведения
Стихи
- "Брату",
- "Яна",
- "Не віню…",
- "Новай квадры настаў маладзік" (стихи и поэмы, 1984),
- "Падаюць сняжынкі".

Сборники поэзии
- Избранные произведения (издания 1931, 1940, 1941, 1946, 1949, 1953, 1958, 1967, 1977, 1979)
- «Творы» (1935)

## Память
- В честь Труса Павлюка названы улицы в Минске и Узде.
- 1 июля 2025 года на здании редакции газеты «Гомельская праўда» (Гомель, ул. Полесская, 17а) торжественно открыта памятная доска в честь писателей, поэтов и журналистов, творческая судьба которых связана с данным изданием: Иван Шамякин, Роман Соболенко, Павлюк Трус, Анатолий Гречаников, Павел Пронузо, Михась Даниленко, Александр Капустин, Микола Метлицкий[2][3].